# Plectorhinchus unicolor
Plectorhinchus unicolor är en fiskart som först beskrevs av Macleay, 1883.  Plectorhinchus unicolor ingår i släktet Plectorhinchus och familjen Haemulidae. Inga underarter finns listade i Catalogue of Life.